# Zonguldak (stad)
Zonguldak is een stad in Turkije en de hoofdstad van de gelijknamige provincie Zonguldak. In 2000 had de stad 104.276 inwoners. Het is een belangrijke havenstad aan de Zwarte Zee en is beroemd vanwege zijn kolenmijnen.

## Geboren
- Ertuğrul Sağlam (1969), voetballer
- Ergün Penbe (1972), voetballer
- Tümer Metin (1974), voetballer
- Eray İşcan (1991), voetbaldoelman